# أبو هيل
أبو هيل هو حي يقع في إمارة دبي في الإمارات العربية المتحدة ويبلغ عدد سكانها 21,414 نسمة. ويعتبر الحي جزءاً من منطقة ديرة حيث يحده من الشمال كورنيش ديرة ويعد المركز التجاري الرئيسي فيها، ويقع بالقرب من المنطقة كل من الوحيدة والبراحة وهور العنز وكورنيش ديرة، بالإضافة إلى برج نهار الذي يعد من المعالم التاريخية في دبي وكان يستخدم لمراقبة الأعداء. ويعتبر الحي من المناطق ذات الكثافة السكانية العالية، ويتميز بقربه من محطات المترو (محطة مترو أبو هيل) على الخط الأخضر، و شبكة الطرق الرئيسية والكورنيش والمرافق العامة بالإضافة إلى تعدد الثقافات والجنسيات التي تقطن فيه وقد تمت تسمية المنطقة نسبة إلى بئر ماء عذب يوجد فيها ويسمى بوهيل.